# Alfred Fredericks
Alfred Fredericks va ser un pintor i il·lustrador estatunidenc.